# Coenosia bimorpha
Coenosia bimorpha este o specie de muște din genul Coenosia, familia Muscidae. A fost descrisă pentru prima dată de John Otterbein Snyder în anul 1965. Conform Catalogue of Life specia Coenosia bimorpha nu are subspecii cunoscute.